# 小行星3120
小行星3120（3120 Dangrania）是一颗绕太阳运转的小行星，为主小行星带小行星。该小行星于1979年9月14日发现。
該小行星以俄羅斯作家丹尼爾·格拉寧命名。

## 轨道参数
小行星3120的轨道半长轴为3.0279843 UA，离心率为0.097。